# Mỹ Hào
Mỹ Hào là một thị xã cũ thuộc tỉnh Hưng Yên, Việt Nam.

## Vị trí địa lý
Thị xã Mỹ Hào nằm ở phía đông bắc của tỉnh Hưng Yên, nằm cách thành phố Hưng Yên 36 km về phía bắc, cách trung tâm thủ đô Hà Nội khoảng 28 km về phía đông nam, cách trung tâm thành phố Hải Phòng khoảng 72 km, có vị trí địa lý:
- Phía đông giáp huyện Cẩm Giàng và huyện Bình Giang thuộc tỉnh Hải Dương
- Phía tây giáp huyện Yên Mỹ
- Phía nam giáp huyện Ân Thi
- Phía bắc giáp huyện Văn Lâm.

Thị xã Mỹ Hào có diện tích 79,38 km², dân số năm 2020 là 115.608 người, mật độ dân số đạt 1.456 người/km²

## Hành chính
Thị xã Mỹ Hào có 13 đơn vị hành chính trực thuộc, gồm 7 phường: Bạch Sam, Bần Yên Nhân, Dị Sử, Minh Đức, Nhân Hòa, Phan Đình Phùng, Phùng Chí Kiên và 6 xã: Cẩm Xá, Dương Quang, Hòa Phong, Hưng Long, Ngọc Lâm, Xuân Dục.

## Lịch sử
Vùng đất Mỹ Hào được khai khẩn từ thời kỳ các vua Hùng dựng nước. Lúc bấy giờ, vùng đất này còn là những triền đất, gò đống do sông Hồng bồi tụ, nổi lên giữa đầm lầy cỏ lác và lau sậy, dân cư thưa thớt với nguồn sống chính là đánh bắt cá và sản xuất nông nghiệp.
Thời Văn Lang - Âu Lạc, vùng đất Mỹ Hào thuộc bộ Dương Tuyền (Thanh Tuyền). Theo "Đại Nam nhất thống chí", Thị xã Mỹ Hào ngày nay có tên là huyện Đường Hào từ cuối thời Bắc thuộc (thế kỉ IX - X).
Sau nhiều lần chia tách, đến năm 1885 (năm Đồng Khánh thứ nhất) vì kiêng từ húy nhà vua là Đường, triều đình nhà Nguyễn đổi tên huyện Đường Hào (khi đó thuộc Hải Dương) thành huyện Mỹ Hào.

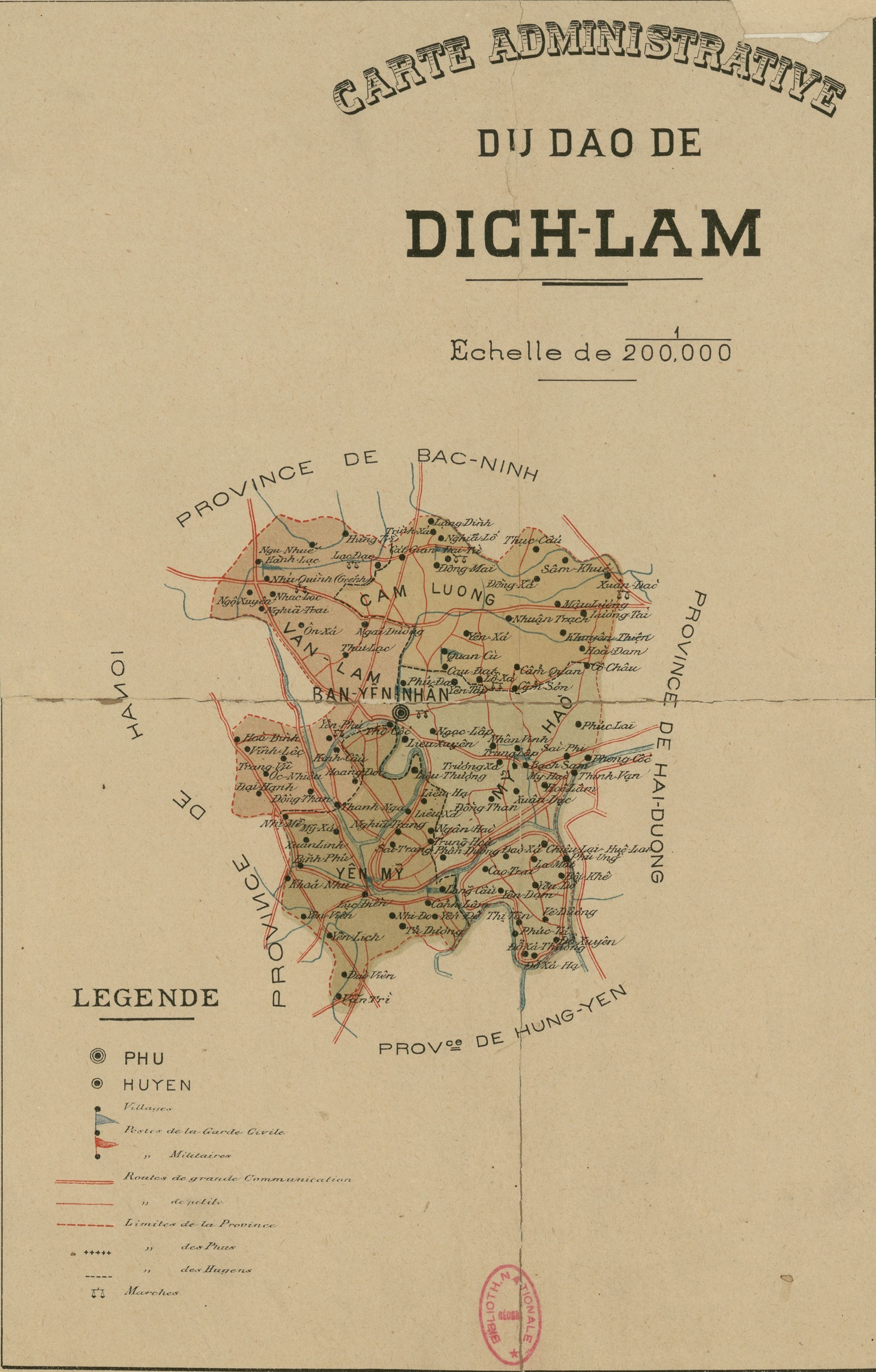
Bản đồ đạo Địch Lâm (Bãi Sậy) năm 1891

Ngày 25 tháng 2 năm 1890, toàn quyền Đông Dương ra nghị định thành lập đạo Bãi Sậy, bao gồm các phần đất được tách ra từ các tỉnh Bắc Ninh, Hưng Yên, Hải Dương. Đạo Bãi Sậy chia ra làm 4 huyện: Văn Lâm, Cẩm Lương, Yên Mỹ, Mỹ Hào, thủ phủ đặt ở Bần Yên Nhân (thuộc Mỹ Hào). Huyện Mỹ Hào gồm 4 tổng của huyện Đường Hào còn lại sau khi đã tách ra để thành lập huyện Yên Mỹ.
Năm Thành Thái thứ 3 (1891), toàn quyền Đông Dương ra Nghị định bãi bỏ đạo Bãi Sậy, đưa các huyện Văn Lâm, Yên Mỹ, Mỹ Hào của đạo này sáp nhập vào tỉnh Hưng Yên.
Sau Cách mạng tháng 8 năm 1945, sắp xếp lại các đơn vị hành chính cấp xã, xóa bỏ cấp tổng, đặt lại thành 14 xã và đến năm 1961 huyện Mỹ Hào còn 13 xã.
Ngày 26 tháng 1 năm 1968, theo Nghị quyết của Ủy ban thường vụ Quốc hội Việt Nam, hai tỉnh Hải Dương và Hưng Yên sáp nhập thành tỉnh Hải Hưng. Huyện Mỹ Hào thuộc tỉnh Hải Hưng.
Ngày 11 tháng 3 năm 1977, Hội đồng Chính phủ ra Quyết định số 58/CP hợp nhất một số huyện của tỉnh Hải Hưng. Theo đó, hai huyện Văn Lâm và Mỹ Hào hợp nhất thành huyện Văn Mỹ.
Ngày 24 tháng 3 năm 1979, Hội đồng Chính phủ ra Quyết định số 70/CP điều chỉnh lại địa giới của các huyện thuộc tỉnh Hải Hưng. Theo đó, huyện Văn Mỹ hợp nhất với 14 xã thuộc huyện Văn Yên thành một huyện lấy tên là Mỹ Văn.
Ngày 26 tháng 8 năm 1989, thành lập thị trấn Bần Yên Nhân thuộc huyện Mỹ Văn trên cơ sở giải thể xã Văn Phú.
Ngày 6 tháng 11 năm 1996, huyện Mỹ Văn thuộc tỉnh Hưng Yên vừa tái lập.
Ngày 1 tháng 9 năm 1999, huyện Mỹ Hào được tái lập theo Nghị định số 60/NĐ-CP của Chính phủ với diện tích tự nhiên 7.911 ha, gồm 13 đơn vị hành chính là thị trấn Bần Yên Nhân và 12 xã: Bạch Sam, Cẩm Xá, Dị Sử, Dương Quang, Hòa Phong, Hưng Long, Minh Đức, Ngọc Lâm, Nhân Hòa, Phan Đình Phùng, Phùng Chí Kiên, Xuân Dục.
Ngày 30 tháng 12 năm 2014, Bộ Xây dựng ban hành Quyết định số 1588/QĐ-BXD công nhận thị trấn Bần Yên Nhân mở rộng - đô thị Mỹ Hào (gồm thị trấn Bần Yên Nhân và 5 xã: Nhân Hòa, Dị Sử, Phùng Chí Kiên, Bạch Sam, Minh Đức và một phần xã Phan Đình Phùng) là đô thị loại IV.
Ngày 11 tháng 4 năm 2017, huyện Mỹ Hào được công nhận là đô thị loại IV.
Ngày 13 tháng 3 năm 2019, Ủy ban Thường vụ Quốc hội ban hành Nghị quyết số 656/NQ-UBTVQH14 (nghị quyết có hiệu lực từ ngày 1 tháng 5 năm 2019). Theo đó:
- Thành lập thị xã Mỹ Hào trên cơ sở toàn bộ diện tích và dân số của huyện Mỹ Hào
- Chuyển thị trấn Bần Yên Nhân và 6 xã: Dị Sử, Nhân Hòa, Phùng Chí Kiên, Bạch Sam, Minh Đức, Phan Đình Phùng thành 7 phường có tên tương ứng.

Sau khi thành lập, thị xã Mỹ Hào có 13 đơn vị hành chính trực thuộc, gồm 7 phường và 6 xã.

## Kinh tế

### Hạ tầng
Hiện nay, trên địa bàn thị xã Mỹ Hào đã và đang hình thành một số khu đô thị mới như khu đô thị Lạc Hồng, khu đô thị Phố Nối, khu đô thị V-Green City Phố Nối...

### Đặc sản
Phường Bần Yên Nhân có nghề truyến thống làm tương nổi tiếng với thương hiệu "tương Bần".

## Giao thông
Các tuyến đường trên địa bàn thị xã:
- Đường Nguyễn Văn Linh chạy từ Hà Nội, qua phường Bần Yên Nhân rồi xuyên qua giữa thị xã để sang tỉnh Hải Dương. Đây là con đường có nhiều số nhà nhất Việt Nam. Số nhà cao nhất là 3413.
- Quốc lộ 39 xuất phát từ ngã ba với Đường Nguyễn Văn Linh (QL5) tại phường Nhân Hòa đi thành phố Hưng Yên rồi sang Thái Bình.
- Phía đông có quốc lộ 38 chạy ghé qua, giao với Đường Nguyễn Văn Linh (QL5) tại ngã tư Quán Gỏi, phường Minh Đức gần ranh giới với huyện Cẩm Giàng, tỉnh Hải Dương.
- Các tuyến đường tỉnh gồm Đường Nguyễn Thiện Thuật, ĐT387, ĐT380,...

## Danh nhân
- Nguyễn Thiện Thuật, Nguyễn Thiện Kế, Nguyễn Thiện Dương, Nguyễn Thiện Tuyển.
- Vũ Trọng Phụng, nhà văn trào phúng nổi tiếng.
- Trần Phương, Phó Thủ tướng Việt Nam.
- Nguyễn Lân, Nguyễn Lân Dũng, nhà giáo nhân dân.
- Lê Quý Quỳnh (Vương Văn Thành), nguyên Bí thư Tỉnh ủy tỉnh Hưng Yên.
- Phạm Văn Thụ (1866 - 1930), đại thần triều Nguyễn giữ chức thượng thư bộ Hộ và thượng thư bộ Binh.
- Vũ Văn Cẩn: Bộ trưởng bộ Y tế.
- Lê Quang Hòa: Thượng tướng, Thứ trưởng Bộ Quốc phòng, Tổng thanh tra Quân đội.

## Làng nghề
Thị xã Mỹ Hào có khá nhiều làng nghề. Các làng nghề nhóm mộc mỹ nghệ nhiều nhất với trên 10 làng, phát triển ở cả 7 thôn của xã Hòa Phong và lan sang các thôn bên thuộc xã Dương Quang, phường Minh Đức. Nhóm làng nghề thu gom và tái chế phế liệu có 3 làng thuộc phường Dị Sử và xã Cẩm Xá. Nhóm làng có nghề chế biến lương thực, thực phẩm có 4 làng ở Bần Yên Nhân và Nhân Hòa. Nhóm hoa, sinh vật cảnh 1 làng. Các làng nghề mây tre đan ở phường Nhân Hòa, Bạch Sam đang dần mai một. Nhóm nghề dịch vụ phát triển ở các phường Bần Yên Nhân, Dị Sử, Nhân Hòa. Các làng nghề thủ công truyền thống xưa, làng có nghề, làng nghề mới, nghề phụ như:
- Làng nghề tương Bần (Bần Yên Nhân)
- Làng nghề mộc Phúc Miếu (Hòa Phong)
- Làng nghề tái chế phế liệu Phan Bôi (Dị Sử)
- Làm vôi, nung vôi Thịnh Vạn (Minh Đức)
- Làng nghề mộc Phúc Lai (Hòa Phong)
- Làm bún bánh, thực phẩm Nguyễn Xá (Nhân Hòa)
- Làng có nghề mộc Bùi Bồng (Dương Quang)
- Giấy, đồ hàng mã Dương Hòa
- Thương mại dịch vụ tổng hợp Thứa (Dị Sử)
- Nghề mộc dân dụng thôn Quan Cù (Phan Đình Phùng)
- Làng nghề mộc mĩ nghệ Hòa Đam (Hòa Phong)
- Mây tre đan An Tháp (Nhân Hòa)
- Nghề mộc, làm cày bừa Vân Dương (Hòa Phong)
- Làng nghề xây dựng Dương Phú (Dương Quang)
- Làng nghề mộc Vũ Xá (Dương Quang)
- Nghề mộc, điêu khắc gỗ Sài Phi (Minh Đức)
- Làng có nghề chạm bạc Nho Lâm (Ngọc Lâm)
- Làng giết mổ gia súc Lỗ Xá (Nhân Hòa)
- Làng nghề mộc mỹ nghệ Hòa Lạc (Hòa Phong)
- Làng tháo lắp phế liệu điện tử thôn Bùi (Cẩm Xá)
- Trồng hoa ở Phú Đa (Bần Yên Nhân)
- Làng nghề mộc mĩ nghệ Phúc Thọ (Hòa Phong)
- Nghề mộc, đồ gỗ Vân An (Minh Đức)
- Sơ chế gỗ, nghề mộc Phong Cốc (Minh Đức)
- Làng nghề mộc mĩ nghệ Thuần Mỹ (Hòa Phong)
- Làng nghề mộc mĩ nghệ Mão Chinh (Dương Quang).